# تونیا فریدن
تونیا فریدن (انگلیسی: Tanja Frieden؛ زادهٔ ۶ فوریهٔ ۱۹۷۶) اسنوبردسوار اهل سوئیس بود. وی در اولین مسابقه اسنوبرد کراس در المپیک زمستانی ۲۰۰۶ مدال طلا گرفت.
مادر فریدن اهل نروژ است و فریدن به همین دلیل به زبان نروژی و همچنین به گویش آلمانی سوئیسی رایج در منطقه بومی خود مسلط است. او همچنین می‌تواند به آلمانی، فرانسوی و انگلیسی صحبت کند.
فریدن همچنین یک معلم مدرسه ابتدایی در سوئیس است و نیمی از سال را در نزدیکی شهر خود در کنار کوه‌های برنز کانتون برن زندگی می‌کند.
پس از آسیب دیدگی پاشنه آشیل که باعث ناکامی وی در دفاع از مقام المپیک او شد، فریدن سه هفته قبل از بازی‌های المپیک زمستانی ۲۰۱۰ از اسنوبرد کراس بازنشسته شد.